# マーク・マーフィー (1955年生のアメリカンフットボール選手)
マーク・ホッジ・マーフィー（Mark Hodge Murphy、1955年7月13日- ）は、アメリカ合衆国ニューヨーク州ウィリアムズビルの元アメリカンフットボール選手でアメリカンフットボールチーム経営者。現役時代のポジションはセイフティ。現役時代はNFLのワシントン・レッドスキンズに所属し、現在はグリーンベイ・パッカーズの社長兼CEOを務めている。

## 概要

### プロ入り前
1970年に　マーフィー一家はニューヨーク州バッファロー近郊に移り住み、テッド・マーチブローダとチームメートだった彼の父親はバッファロー・ビルズのシーズンチケットを購入。マークはバッファロー・ビルズのファンとなり当時スーパースターだったO・J・シンプソンが在籍していた1973年にリッチ・スタジアムでNFLの試合を初観戦した。

### 選手時代

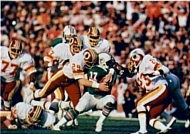
第17回スーパーボウルでのマーフィー（中央）

高校時代もアスリートとして活躍した彼にはMLBからのスカウトもあったがコルゲート大学に進学、野球とアメリカンフットボールのキャプテンを務めていたマーフィーは1977年にドラフト外フリーエージェントでワシントン・レッドスキンズに入団、ジェイク・スコットの控えを2年務めた後、フリーセイフティの先発ポジションを獲得し1983年にはNFLトップの9インターセプトをあげてプロボウルに選ばれた。
1981年シーズン終了後、彼やランニングバックのジョン・リギンズ、レフトタックルのジョー・ジャコビーらはフリーエージェントとなっていたがチームに残留、マーフィーは第17回スーパーボウルの第3Q、レッドスキンズ陣37ヤードまで攻め込んできたマイアミ・ドルフィンズのQBデビッド・ウッドリーのパスを味方コーナーバックのバーノン・ディーンがさわったボールを4ヤード地点でインターセプト、27-17での勝利に貢献した。
1983年10月にランボー・フィールドで行われたグリーンベイ・パッカーズとのマンデーナイトフットボールで彼のチームは47得点をあげながら48失点を喫して敗れた。
1984年までの8シーズンで109試合に出場し、27インターセプト、6ファンブルリカバーの成績を残して現役を引退した。
1982年にストライキでレギュラーシーズンが7試合減った際のNFL選手会へのレッドスキンズ代表も務めていた。1984年シーズン終了後彼は現役引退を余儀なくされたがこれには当時のレッドスキンズオーナー、ジャック・ケント・クックが選手会での彼の活動を嫌ったことによると考えられている。

### 引退後
レッドスキンズ在籍中、アメリカン大学でMBAを取得、現役引退後NFL選手会のアシスタントエクゼクティブディレクターを務める傍らジョージタウン大学ローセンターで学んだ。1992年から2003年まで母校のコルゲート大学でのアスレチック・ディレクター、その後ノースウェスタン大学でのアスレチック・ディレクターを経て、2007年12月3日にグリーンベイ・パッカーズの球団社長、CEOに就任することが発表され、2008年1月に就任した。
2008年3月、ブレット・ファーヴが現役引退を発表、後に撤回した際にもマーフィー、テッド・トンプソンGM、マイク・マッカーシーヘッドコーチはアーロン・ロジャースをエースQBとしたチームづくりを行い、ファーヴは放出された。2009年3月ファーヴの永久欠番について同年中に行う可能性はないものの将来永久欠番セレモニーを行うことを保証するコメントを行った。
2011年2月6日、第45回スーパーボウルでパッカーズは優勝、自身2度目のスーパーボウル優勝を味わった。
2012年2月、パッカーズの本拠地ランボー・フィールドの拡張を2013年までに終える予定であること、チケットを3ドルから5ドル値上げすることを明らかにした。同年7月、ロジャー・グッデルコミッショナーが導入しようとしているシーズン18試合制に反対の考えを示した。